# Čertoryje (národní přírodní rezervace)
Čertoryje je národní přírodní rezervace západně od obce Hrubá Vrbka v okrese Hodonín. Oblast spravuje AOPK ČR Správa CHKO Bílé Karpaty.
Důvodem ochrany je komplex typických bělokarpatských luk a luhových stepí s teplomilnými společenstvy rostlin a živočichů. Vyskytuje se na nich až 133 druhů cévnatých rostlin na 100 m², což je označováno za český rekord. Zvláště ceněné jsou některé druhy vzácných orchidejí. Jeden z chráněných druhů, střevíčník pantoflíček, kvůli cíleným zásahům neznámého pachatele z lokality k roku 2018 vymizel.

## Geologie
Podklad tvoří magurský flyš, nad kterým se tvoří černozem těžší zrnitosti.

## Turistika
Západní okraj NPR tvoří modře značená turistická trasa Zlatnická dolina – Radějov – Lučina – Vrbovce – Kubíkův vrch. Čertoryje protíná zeleně značená turistická trasa Lučina – Kuželov – Velká nad Veličkou – Suchov

## Fotogalerie

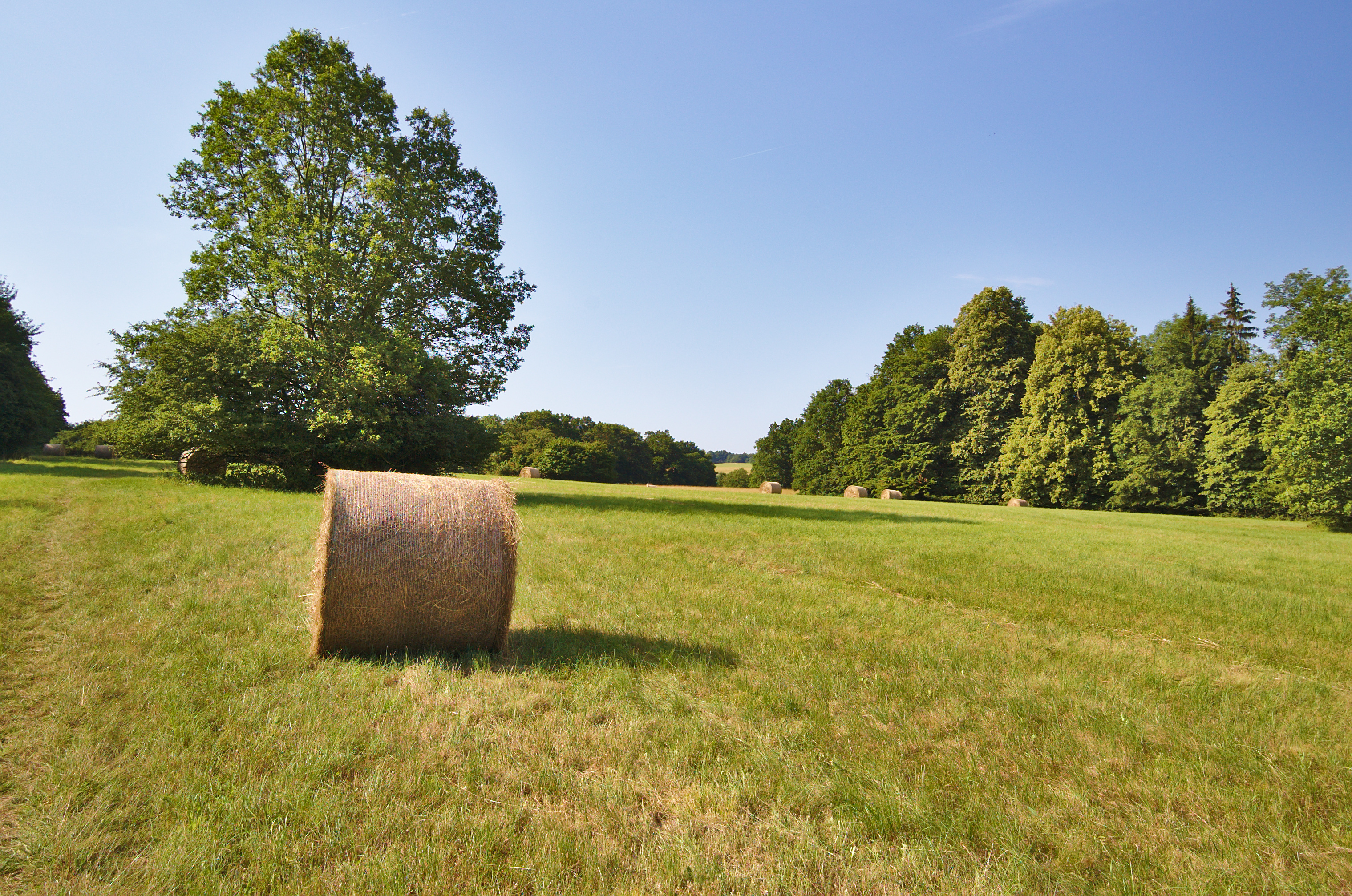
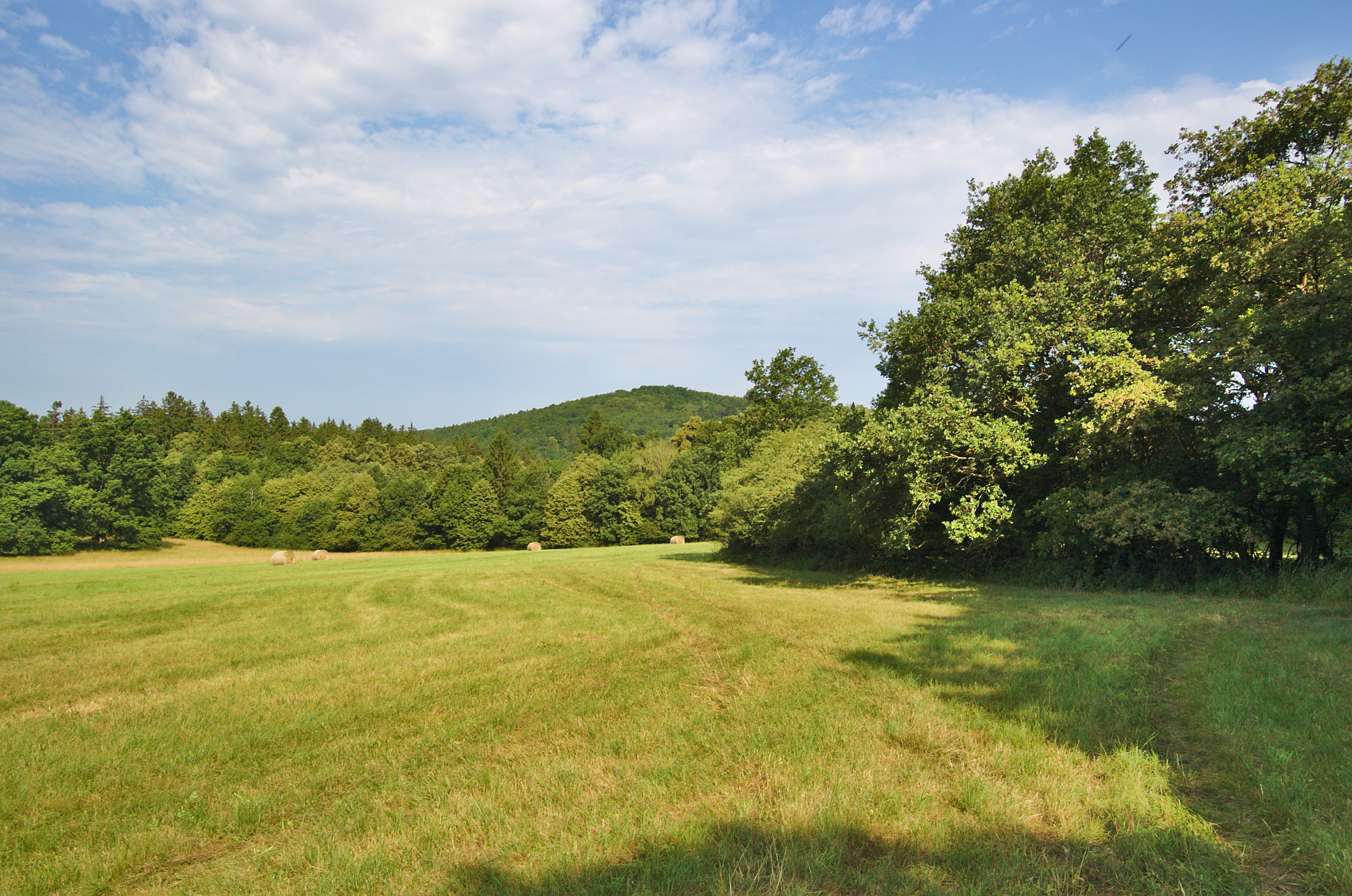
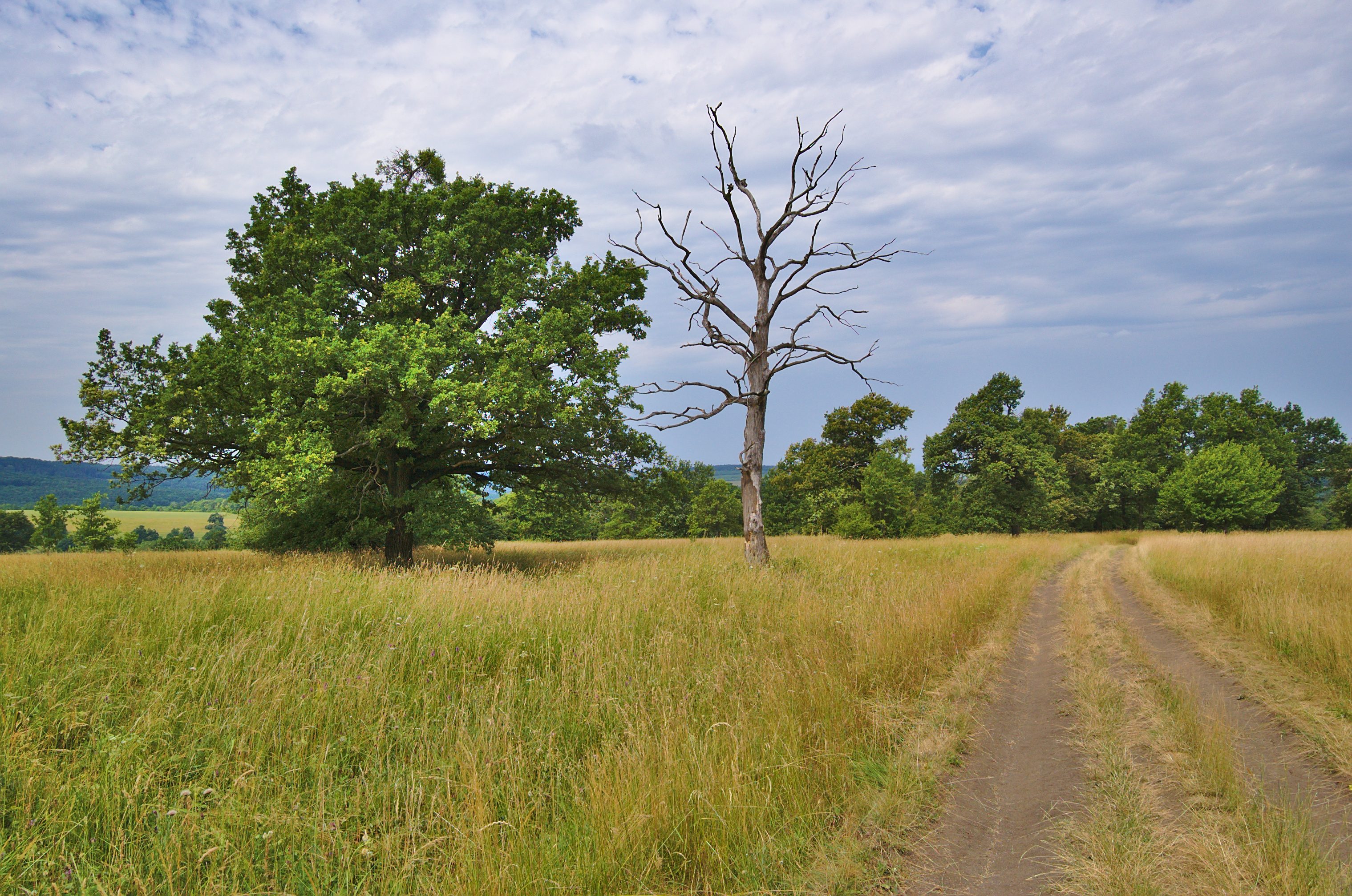
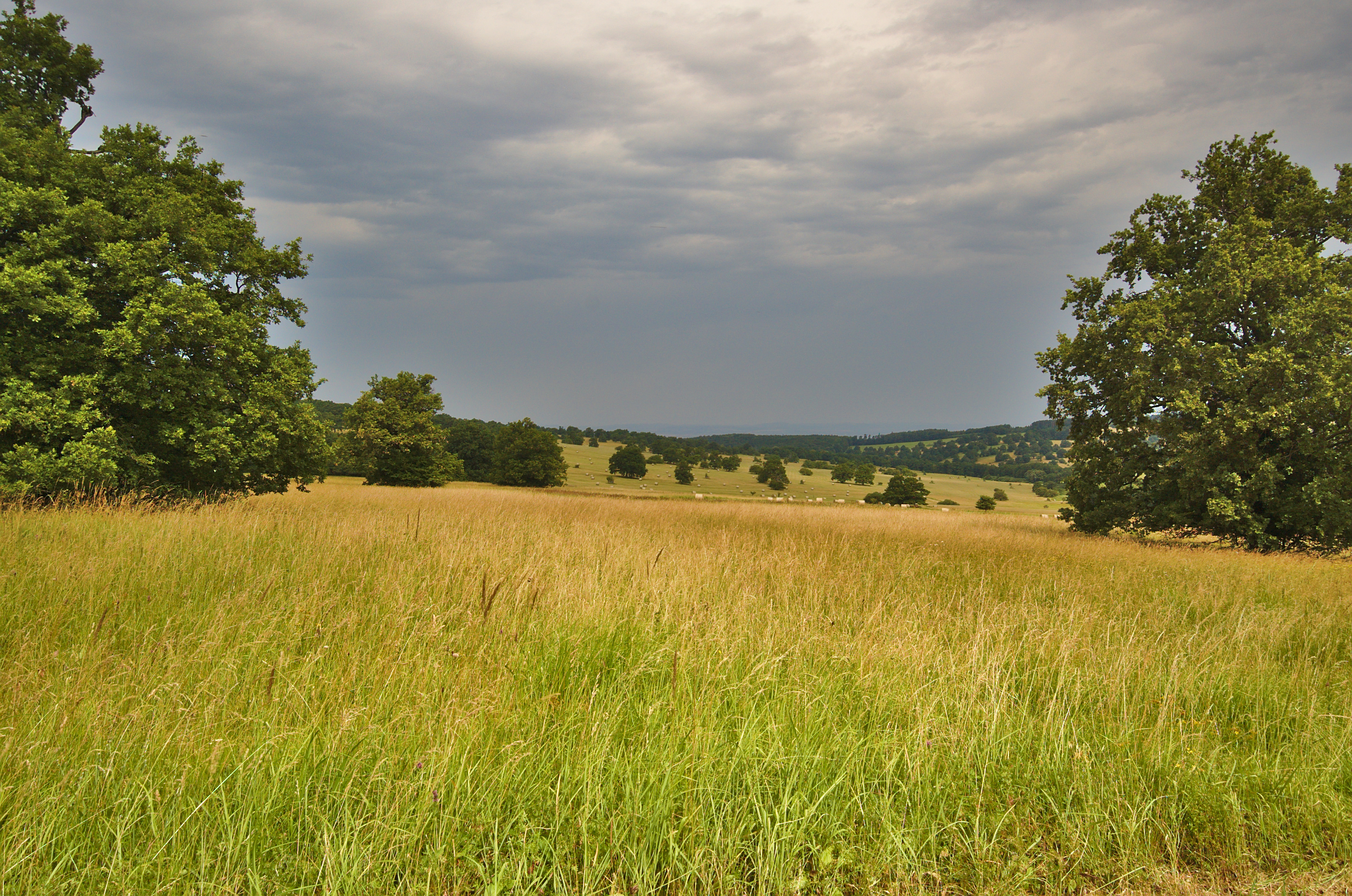
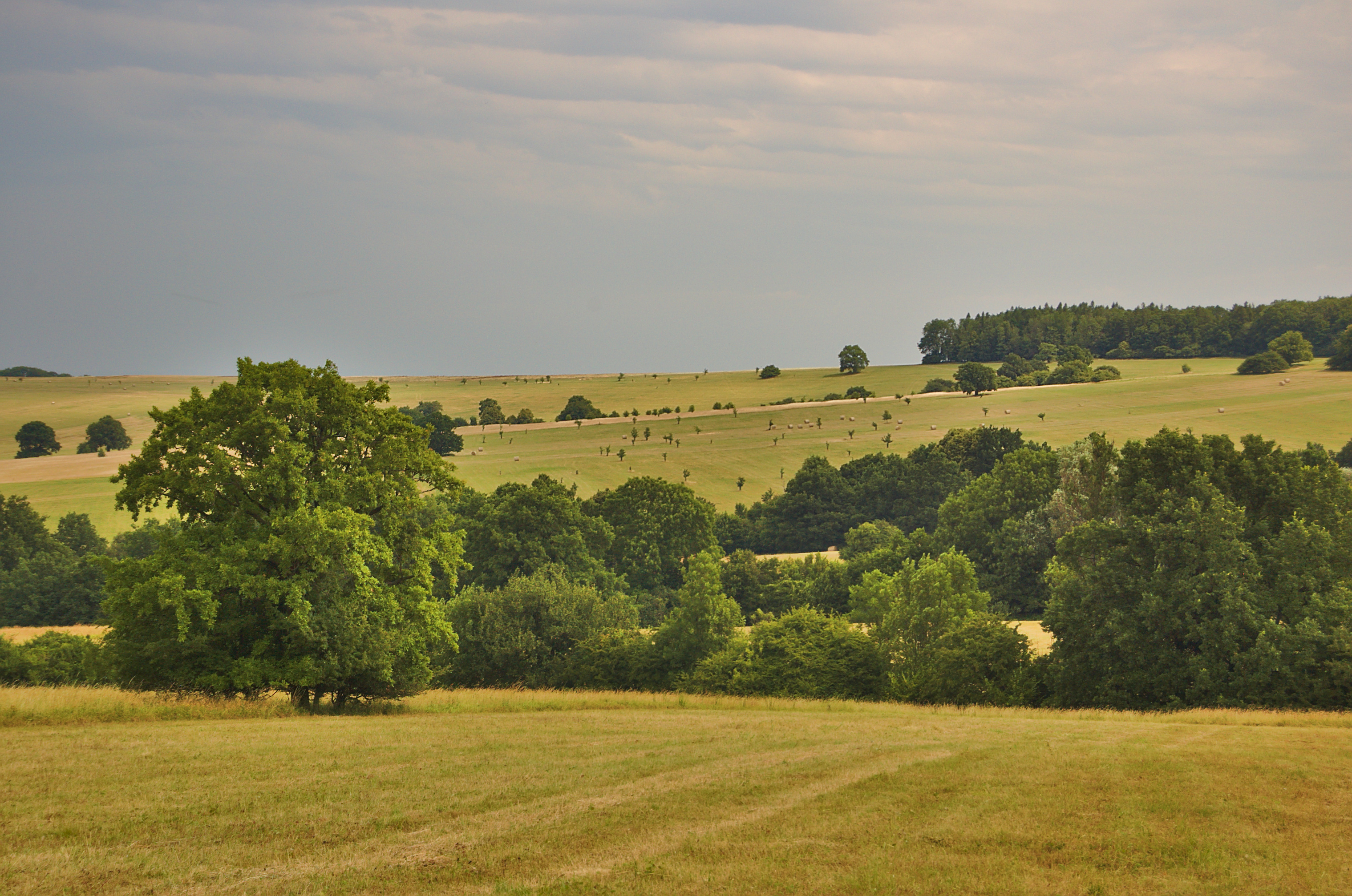